# Confessions of an Action Star
Confessions of an Action Star es un falso documental de comedia de acción estadounidense protagonizado por David Leitch, Angelina Jolie, Carrie-Anne Moss, Hugo Weaving, Eric Roberts, Dax Shepard, Debbie Allen, Lee Arenberg y dirigido por Brad Martin. La película se tituló Sledge: The Untold Story durante su festival de cine y fue distribuida por Vivendi Entertainment y Lightyear Entertainment.

## Sinopsis
Un falso documental sobre el ascenso y la caída del bailarín chippendale convertido en estrella de acción de artes marciales, Francis Allen Sledgewick, también conocido como Frank Sledge. Cuando la fama y la fortuna hicieron que Frank perdiera el sentido de lo que es realmente importante, se dio cuenta de que tendrá que ponerse en contacto con sus raíces si alguna vez quiere regresar.

## Reparto
- Holmes Osborne como Richard Orchid (como Homes Osborne)
- David Leitch como Frank Sledge
- Nathan Lee Graham como Glen Jefferies
- Kelly Hu como ella misma / Policía encubierta
- Carrie-Ann Moss como ella misma / Novia en la película
- Ernie Hudson como él mismo / Comandante
- Michael T. Weiss como narcotraficante (como Michael T. Wiess)
- Mitchell Gaylord como hermano (como Mitch Gaylord)
- Matt McColm como comandante
- Eric Roberts como él mismo / Jefe de policía
- Lin Shaye como Samantha Jones
- Kyle Reese como el joven Frank #1 (como Kyle Reese Cook)
- Dax Shepard como coordinador de efectos especiales
- Sean Michael Rabbit como el joven Frank #2
- Chris Palermo como Russell Gold
- Michal Holub como John Hu (como Michael Holub)
- Josh Nathan como Will Stillwell
- Matthew Dickens como Agente #2
- Sam McMurray como Jack Rumpkin

## Estreno
La película se estrenó originalmente en el Slamdance Film Festival el 23 de enero de 2005. Finalmente se estrenó en Estados Unidos el 20 de enero de 2009.